# Erika Sallum
Erika Soares Sallum (São Paulo, 1º de maio de 1975 - São Paulo, 14 de agosto de 2021) foi uma jornalista esportiva e ciclo-ativista brasileira. Era colunista da Folha de S.Paulo, diretora de redação da Go Outside e colaboradora no escritório da ONU de Nova Iorque para administração de crises no continente africano além da atuação no escritório da Human Rights Watch na mesma cidade.
Após a sua morte, ocorrida em 14 de agosto de 2021 em decorrência de um câncer, houve um pleito para  renomear a Ciclovia do Rio Pinheiros e assim homenagear sua memória, mas o Governo do Estado de São Paulo, na época sob a gestão de João Doria, alegou conflito com outra homenagem póstuma que já estava encaminhada para a obra, a do ex-governador Franco Montoro.
Desde então, o nome de Erika Sallum ganhou força para batizar a ciclopassarela que ligará os bairros Pinheiros e Butantã, na zona oeste da cidade de São Paulo.
Antes chamado de Ciclopassarela Bernardo Goldfarb, o projeto mudou de nome em 7 de dezembro de 2021 após o Grupo Gestor da  OUCFL (Operação Urbana Consorciada Faria Lima) aprovar por unanimidade o novo nome: Projeto Ciclopassarela Jornalista Erika Sallum.
A iniciativa pela renomeação do projeto se deu pela importância de Erika Sallum na defesa dos direitos dos ciclistas e, especialmente, em reconhecimento ao esforço de Erika em fazer da bicicleta uma ferramenta de conexão entre os moradores da região periférica e os moradores da região central da cidade de São Paulo, sempre visando melhores condições de trabalho, educação e lazer na metrópole.
A transposição cicloviária do rio Pinheiros através de uma ciclopassarela possibilitará a criação de um grande eixo cicloviário que conectará a ciclovia da avenida Eliseu de Almeida (periferia da zona oeste) com a ciclovia da avenida Rebouças (que leva ao centro de São Paulo). Quando pronta, a obra vai atender uma demanda por transposição cicloviária reconhecida pela prefeitura de São Paulo desde 1995.
Na 55º reunião do Grupo Gestor da OUCFL, em 7 de março de 2023, a SPObras (órgão responsável pela administração dos projetos e obras da Prefeitura de São Paulo) anunciou a conclusão do projeto Ciclopassarela Jornalista Erika Sallum. Na ocasião, o órgão estabeleceu o prazo de 30 dias para publicar a licitação da obra, com um orçamento aprovado em R$ 43.947.097,91.
A efetiva nomeação da obra como Jornalista Erika Sallum só poderá ocorrer em sua inauguração, e dependerá da aprovação do nome pela Câmara dos Vereadores de São Paulo, que pode acatar ou não o nome usado em projeto.